# Auteur de jeux de société
Ne doit pas être confondu avec Auteur de jeux de rôle ou Concepteur de jeux.
 (septembre 2022).
 (janvier 2024).
Un auteur de jeu de société, aussi appelé créateur de jeu ou inventeur de jeu, invente les règles d'un jeu de société et définit son matériel et son thème, généralement en accord avec l'éditeur de son jeu.

## Définition
On utilise le terme « auteur » pour un jeu, de même que pour les œuvres musicales ou littéraires. La rédaction finale de la règle est assurée par l'auteur du jeu, ou par un rédacteur distinct.[réf. nécessaire]

## Processus de création
« Le processus de conception d’un jeu est exactement le même que celui que suit un chercheur. On a une idée, on la développe, on la valide au travers un plan d’expérience et on rédige un procédé de fabrication. »
— Bruno Cathala
L'auteur crée son jeu en partant d'un thème qui l'inspire ou en partant de mécanismes. Les auteurs de jeu les plus réputés ont plusieurs dizaines de jeux en cours de conception, dont quelques-uns seulement parviennent jusqu'au stade de l'édition.
Le processus de conception de jeu de société n'est pas soumis à des règles précises et la méthode employée peut varier en fonction de l'auteur et du style de jeu réalisé.

### Idéation
Le processus de création consiste dans un premier temps à transcrire l'idée initiale en un concept concret, notamment à travers l'ajout de mécanismes de jeu et de règles. Ces règles vont venir cadrer les actions que le joueur devra effectuer, celles qui sont éventuellement interdites, et le but à atteindre.

### Prototype
Une fois l'idée et les principales mécaniques trouvées, l'auteur s'attelle à la création d'un prototype, physique ou numérique, qui permettra d'expérimenter l'idée et de tester les mécaniques du jeu. Il donnera également un premier aperçu du produit fini.

### Test utilisateur
Cette étape consiste à faire tester le prototype par un public représentant les utilisateurs ciblés, si possible dans les mêmes conditions que celles d'utilisation du jeu.

### Édition
Si l'auteur souhaite commercialiser son jeu à plus grande échelle, il peut présenter son travail à des joueurs et à des éditeurs lors de salons, participer à des concours d'auteurs ou directement envoyer un exemplaire à l'éditeur. Si l'éditeur donne son accord. Le jeu sera édité conformément à sa ligne éditoriale.

## Communauté
Des auteurs participent à des concours de créateurs. Certains concours sont ouverts à de jeunes auteurs dont aucun jeu n'a encore été édité.
Des associations, comme la Maison des auteurs de jeux, ou la Société des auteurs de jeux, permettent de défendre leurs droits, de tisser des relations et de promouvoir la création de jeux de société.
Une association internationale, la SAZ, regroupe des auteurs essentiellement allemands et américains.

## Rémunérations
Un auteur de jeu touche entre 2 et 5 % du prix de vente du jeu avant distribution, avec une moyenne de 4 %, cela dépendant de son contrat avec l'éditeur.
La plupart des auteurs de jeux de société ne sont pas des professionnels, mais des passionnés qui créent des jeux en tant que hobby. Très peu d'auteurs vivent uniquement de cette activité aujourd'hui.

## Principaux auteurs
Les principaux auteurs (ayant déjà édité plusieurs dizaines de jeux) sont :
- Auteurs allemands : Reiner Knizia, Wolfgang Kramer, Michael Schacht, Klaus Teuber.
- Auteurs américains : Richard Garfield, Alex Randolph, Sid Sackson.
- Auteurs français : Sylvie Barc, Henri Sala, Dominique Ehrhard, Bruno Faidutti, Régis Bonnessée, Roberto Fraga, Max Gerchambeau, Bruno Cathala, Ludovic Maublanc, Antoine Bauza, Serge Laget, Pascal Bernard, Jean-Louis Roubira, Théo Rivière, Dominique Tellier, Benoît Turpin.
- Auteurs belges : Philippe Keyaerts, Frédéric Moyersoen, Sébastien Dujardin.

## La Société des Auteurs de Jeux
Depuis 2017, en France, plusieurs auteurs et autrices de jeux de société sont réunis au sein d'une association professionnelle (loi de 1901) : la « Société des Auteurs de Jeux » (SAJ). La SAJ a pour objectifs de :
- Regrouper et organiser les auteurs et autrices de jeux de société et apparentés ;
- Défendre les droits et intérêts des adhérent(e)s de l’association dans l’exercice de leur métier ou activités associées ;
- Établir un statut d’auteur et autrice de jeux de société et apparentés, fixant les conditions de l’exercice de ce métier, et de le faire reconnaître auprès des institutions adéquates ;
- Promouvoir le jeu de société en tant qu’objet culturel.

### L'Auteur de jeu: un auteur d'œuvre?
Michel Lalet, le cocréateur du jeu de société Abalone, se penche sur cette question dans son essai de 2018 intitulé Auteur de jeux de société : un art à part entière.
Juridiquement, le jeu de société répond aux qualifications caractérisant une œuvre de l’esprit :
- Son fonctionnement est certes défini par une règle, mais il est surtout systématiquement matérialisé par un prototype (qui devient l’objet-jeu définitif) : il ne relève donc pas seulement du domaine de l’idée (qui doit rester de libre parcours), mais possède une forme lui permettant d’être communiqué à autrui ;
- Il est l’expression originale de son auteur : celui-ci a effectué des choix de création qui lui sont propres.

La méconnaissance de la nature du jeu de société et du travail d’auteur de jeu porte le plus souvent à considérer ce dernier comme auteur de la règle seule. Ce qui a mené en 2004 à une réponse ambiguë du ministère de l’Économie et des Finances à une question posée au Sénat : « Si cette qualité [d’auteur d’œuvre de l’esprit] ne peut être reconnue aux auteurs de jeux qui, en dehors des éléments physiques, élaborent des textes présentés comme une succession d'instructions, elle est susceptible de s'appliquer à ceux qui, par l'importance et la richesse des éléments de contexte annexés à la règle ou par l'existence d'un scénario, donnent à leur création le caractère d'une œuvre écrite originale ».
En droit positif, si une jurisprudence de 2010 concernant le jeu Jungle Speed n’a certes pas reconnu la règle du jeu comme élément protégé, en termes de propriété intellectuelle, elle a reconnu aux auteurs la qualité d’auteurs du jeu dans sa globalité, matériel compris.
Si la règle est donc encore juridiquement fragile, l’auteur de jeu est donc bien auteur d’œuvre de l’esprit.
En France, auteurs et éditeurs de jeux de société signent depuis 30 ans des contrats d’édition similaires à ceux du livre, issus du domaine de la propriété intellectuelle, littéraire et artistique. Dans les faits, les auteurs de jeux de société déclarent fiscalement leurs droits d’auteur en tant que tels, et payent à ce titre leurs cotisations auprès de l’URSSAF Artistes-auteurs.
La Société des Auteurs de Jeux demande l’ajout, dans les articles L 382-1 du code de la sécurité sociale et L 122-2 du code de la propriété intellectuelle, de la mention « œuvres ludiques », ainsi que l’établissement de circulaires fiscales et sociales.